# Carl Richard Lundberg
Carl Richard Lundberg, född den 11 september 1889 i Ockelbo församling, Gävleborgs län, död den 15 september 1958 i Jönköping, var en svensk ämbetsman.
Lundberg avlade mogenhetsexamen 1908 och juris kandidatexamen 1915. Han anställdes vid länsstyrelsen i Västerbottens län 1915, blev länsbokhållare där 1918, länsbokhållare i Kristianstads län 1920 och länsassessor där 1925. Lundberg var landskamrerare i Jönköpings län från 1939 till sin pensionering. Han blev riddare av Vasaorden 1933 och av Nordstjärneorden 1943 samt kommendör av andra klassen av sistnämnda orden 1950. Lundberg vilar på Skogskyrkogården i Jönköping.